# کلنیکه
کلنیکه (به صربی: Klenike) یک منطقهٔ مسکونی در صربستان است که در بوجانوواچ واقع شده‌است. کلنیکه ۲۶۸ نفر جمعیت دارد.